# Katish Hernández
Pour les articles homonymes, voir Hernández.
Katish Hernández Recalde, née le 21 mars 1992 en Espagne, est une trampoliniste espagnole et colombienne.

## Carrière
Elle concourt sous les couleurs espagnoles jusqu'en 2013, optant pour la suite pour la nation de sa mère, la Colombie.
Elle est médaillée d'or en synchronisé junior aux Championnats d'Europe de trampoline 2008 à Odense et médaillée de bronze en trampoline synchronisé aux Pacific Rim Championships de 2018 à Medellín.

## Palmarès

### Championnats panaméricains
- Bogotá 2016
  -  Médaille de bronze en trampoline individuel

### Championnats d'Amérique du Sud
- Bogotá 2013
  -  Médaille d'argent en trampoline par équipes
- Bogotá 2015
  -  Médaille d'or en trampoline individuel
  -  Médaille de bronze en trampoline synchronisé
  -  Médaille de bronze en trampoline par équipes
- Bogotá 2016
  -  Médaille d'argent en trampoline individuel
  -  Médaille d'argent en trampoline synchronisé
- Paipa 2019
  -  Médaille d'or en trampoline individuel
  -  Médaille de bronze en trampoline synchronisé

### Jeux sud-américains
- Cochabamba 2018
  -  Médaille d'argent en trampoline individuel

### Pacific Rim Championships
- Medellín 2018
  -  Médaille de bronze en trampoline synchronisé

### Championnats d'Europe junior
- Odense 2008
  -  Médaille d'or en trampoline synchronisé

## Famille
Elle est la sœur de la trampoliniste Ángel Hernández et la femme du trampoliniste Alvaro Calero.